# Kuchisake-onna 2: La Masacre de las Tijeras
Kuchisake-onna 2: La Masacre de las Tijeras es una película de terror japonesa de 2008. Precuela de la película Carved, fue lanzada el 22 de marzo de 2008. Dirigida por Kotaro Terauchi, se basa en una leyenda y ciertos hechos reales que tuvieron lugar en Japón relacionados con los orígenes de la mujer con la boca cortada.

## Argumento
El escenario es Japón en 1978. Mayumi Sawada lleva una buena vida en una pequeña ciudad en Gifu. Su familia tiene un negocio agrícola exitoso. Su hermana mayor Sachiko está a punto de casarse, y su otra hermana, Yukie, hace un gran negocio en la peluquería. Mayumi también se hace amiga de su enamoramiento, Seiji Moriyama. Unos días antes de que se vaya a la universidad en Tokio, Seiji lleva a Mayumi a un área bonita con una vista de toda la ciudad, donde le da a Mayumi un botón de su chamarra de gakuran, diciéndole que quiere que ella lo tenga. Esto hace feliz a Mayumi.
Pero esa felicidad pronto termina. Una noche, cuando Sachiko y Yukie van a Tokio, Mayumi decide dormir en la habitación de Sachiko. El exnovio de Sachiko irrumpe en la casa de Sawada, entra en la habitación de Sachiko y, pensando que es Sachiko quien está en la cama, vierte ácido sulfúrico en la cara de Mayumi. Luego mata a su madre, apuñalándola en la boca, antes de que el Sr. Sawada le dispare en la cabeza. Mayumi es llevada de urgencia al hospital, y los doctores pueden salvarla, aunque como el ácido penetró la mayor parte del hueso cualquier otra cirugía haría peligrar la vida de Mayumi.
Los dos mejores amigos de Mayumi, Junko y Kaoru, intentan visitarla al día siguiente, pero Mayumi no quiere ver a nadie. Entonces recibe una llamada telefónica de Seiji, quien le pregunta si puede ir a verla. Mayumi se niega, ya que no quiere que él la vea a ella. Acuerdan escribirse cartas después de que él se vaya. A su regreso a la escuela, otros estudiantes hacen correr rumores sobre ella y la llaman "niña mutante" porque se cubre la cara con una máscara quirúrgica.
Un día, Mayumi nota a una mujer con un abrigo rojo inmóvil frente su casa hasta que desaparece de pronto. Las cosas empeoran cuando su padre se suicida como una manera de salvar las deudas de la familia con su seguro de vida. Debido a los rumores que rodean a Mayumi, Kaoru y Junko comienzan a distanciarse de Mayumi. En Tokio, Seiji ahora tiene una novia, y ha dejado de escribirle a Mayumi.
Al día siguiente, un informe de noticias anuncia que dos estudiantes de secundaria han sido asesinados por una mujer que empuñaba un par de tijeras. Se revela que los estudiantes son los amigos de Mayumi, Kaoru y Junko. Mayumi va a su funeral, donde conoce a Seiji, que está en la ciudad hasta el día siguiente. Mayumi quiere pasar tiempo con él una última vez, por lo que promete reunirse con ella a la mañana siguiente. Al día siguiente, Seiji le dice a Mayumi que la única razón por la que le dio el botón de su chaqueta es porque Junko se lo pidió, y que siempre la ha visto como una hermana pequeña. Ella supone que es por su cara. Seiji lo niega, pero cuando se quita la máscara y revela el desfigurado lado izquierdo de su rostro, Seiji, vacilante, le dice que ya está viendo a alguien. En el camino de regreso, ignora a Mayumi. La escena de repente cambia a una mujer cubierta de sangre limpiando frenéticamente con agua un par de tijeras ensangrentadas. Un flashback muestra a la mujer vestida de rojo corriendo detrás de Seiji y apuñalándolo hasta la muerte. El flashback también muestra los cadáveres sangrientos de Kaoru y Junko. Yuko luego empieza a sospechar de Mayumi y encuentra en el armario de Mayumi el traje que tuvo en el día del incidente, el cual tenía un par de sangre.
Finalmente, en el desayuno, todo parece estar normal viendo la televisión. Mientras que Mayumi al tomar zumo y empieza a toser y retorcerse, vomitando sangre a punto de morir. Sachiko revela que le ha puesto infanticida al zumo y que ha hecho eso con la intención de matarla, diciendo que "no hay otra salida". Mayumi cae al suelo y aparentemente muere. Pero cuando Sachiko se acerca para ver si realmente ha muerto, se lleva el susto de su vida al ver que Mayumi le da un corte con las tijeras.
Ambas la entierran en un lugar lejano y al día siguiente todo parece estar normal. Luego se le ve a Mayumi caminado como un zombi, convertida en un yokai, la cual va hacia la peluquería de Yukie a la cual mata con las tijeras y luego va a con Sachiko a la cual intenta matar, quien luego huye pero decide ir por un cuchillo y cuando voltea ya tiene delante a Mayumi que la apuñala. Mayumi aparenta morir, mientras que Sachiko corre para salvar su vida, pidiendo ayuda. Entonces Mayumi se levanta quitándose el cuchillo y va a matar a su hermana corriendo velozmente. Sachiko se detiene pensando que ya había perdido a Mayumi y mira hacia un lado. Pero, por desgracia, es apuñalada por Mayumi y antes de morir le pregunta si es bonita: pero Sachiko no le contesta y muere.
Y un niño pasó mirando a Mayumi, como si estuviera traumatizado por lo que estaba viendo. Luego comienza a llover, mientras que Mayumi se queda quieta mirando al niño, luego sonríe malevolamente yendo hacia él. Y aquí es cuando la leyenda de la Kuchisake-onna toma su inicio. Mucha gente afirma que cuando vienes de la escuela, ella te pregunta si es bonita, y según cual sea la respuesta te mata. Si le contestas que sí, entonces se quita la máscara revelando su rostro desfigurado y te vuelve a preguntar: "¿Incluso así?"... y si le respondes que sí o que no, de todos modos te mata.
La película da la variación para poder sobrevivir a su encuentro, por ejemplo, si le das una pirueta te deja ir. También puedes responder como "gomita", ya que, según, su novio usaba una goma para el pelo.

## Reparto
- Rin Asuka es Mayumi Sawada.
- Yukie Kawamura es Sachiko Sawada.
- Iwasa Mayuko es Yukie Sawada.
- Yosuke Saito es Mr. Sawada
- Mayama Akihiro es Seiji Moriyama.
- Miki Hayashi es Junko Muraoka.

## Curiosidades
- Esta historia está basada en hechos reales, al final de la película dice lo siguiente:

El 18 de mayo de 1978, una asesina en serie mató a trece personas y 52 resultaron heridas. La policía encontró pruebas que vinculan los asesinatos de otras dos niñas de escuela secundaria. Un testigo en Hair Salon Yoshizawa identifica a Mayumi Sawada como sospechosa. En la residencia Sawada fueron descubiertos un cuchillo y una gran cantidad de sangre. Las huellas sobre el cuchillo coincidían con las de Sachiko Sawada, pero no así el tipo de sangre. El tipo de sangre coincide con Mayumi Sawada, pero debido a la falta de pruebas de ADN, no hubo pruebas concluyentes y el caso sigue sin resolverse. El cuerpo de Seiji Moriyama nunca fue encontrado. El paradero de Mayumi Sawada aún no se conoce...